# 포 아너
《포 아너》(For Honor)는 마이크로소프트 윈도우, 플레이스테이션 4, 엑스박스 원용으로 유비소프트가 개발하고 배급한 2017년 액션 게임이다. 이 게임에서 플레이어는 기사, 사무라이, 바이킹을 포함한 역사적인 형태의 병사, 전사 역할을 맡게 되며, 2018년 10월 이후로 중국 우린(Wu Lin)이 추가되었다. 3인칭 시점에서 플레이된다. 유비소프트 몬트리올이 주로 개발했으며 2017년 전 세계에 출시되었다.

## 게임플레이
포 아너는 중세, 판타지를 배경으로 한 액션 대전 격투 게임이다. 플레이어는 각기 다른 3개의 파벌(Iron Legion←기사, Warborn←바이킹, Dawn Empire←사무라이)에 속한 캐릭터 하나를 가지고 플레이할 수 있다. 4번째 파벌 우린(Wu Lin)이 2018년 10월 마칭 파이어(Marching Fire) 확장팩에 추가되었다. 그러므로 4개의 파벌은 각각 기사, 바이킹, 사무라이, 중국 전사를 의미하게 되었다. 각 히어로는 특정 액션이 취해질 때 자신들만의 언어로 이야기를 한다. 기사는 라틴어를, 바이킹은 아이슬란드어를, 사무라이는 일본어를, 우린은 관화어를 구사한다.
모든 히어로는 독특하며 자신들만의 무기, 스킬, 전투 스타일을 갖추고 있다.

## 평가
비디오 게임 리뷰 애그리게이터 메타크리틱에 따르면 포 아너는 대체적으로 호의적인 평가를 받았다.

## 내용주
1. ↑  Additional work by en:Blue Byte, en:Ubisoft Quebec, en:Ubisoft Singapore, en:Ubisoft Chengdu, Color4Games, Mineloader Software, Pixeland Digital Production, Redhotcg Inc, en:Ubisoft Shanghai, Snart Co Limited, en:Ubisoft Montpellier, en:Ubisoft Toronto, Audiokinetic Inc, en:Ubisoft Pune, en:Ubisoft Bucharest and Studio Gobo
2. ↑  Additional music by Chase Deso, James Newberry and Arthur Pingey, Marching Fire expansion's soundtrack was composed by Luc St-Pierre.